# Édouard Peisson
Œuvres principales
Hans le marin (1929) 
 Gens de mer (1934) 
 Le Voyage d'Edgar (1938) 
 L'Aigle de mer (1941) 
 Le Garçon sauvage (1950) 
 Grampus (1962) 
 Etc.
Édouard Peisson est un écrivain français, spécialisé dans le roman maritime, né en 1896 à Marseille et mort en 1963 à Ventabren.
Il fait partie des principaux écrivains de marine français de la première moitié du XXe siècle, et ayant eu une réelle expérience professionnelle maritime préalable dans les marines marchande et militaire, avec Claude Farrère (nom réel Frédéric-Charles-Pierre-Edouard Bargone) et Bernard Poulailler (nom de plume: Bernard Frank).

## Biographie
Édouard Peisson est le second fils de Marius Peisson, plus connu sous son nom de journaliste au Petit Marseillais : Odysse Richemond. Enfant, il passe ses vacances à Ventabren, village dont sa mère est originaire. Il est élève du Petit Séminaire qu'il quitte pour l'école Saint-Joseph, où il passe son brevet.
Il se sent très tôt attiré par la mer, d'abord en écoutant les récits de son grand-père qui a un peu navigué autrefois, ensuite par ses lectures, comme « les Aventures de Gordon Pym » d'Edgar Poe ou « Pirate » de Walter Scott. À 17 ans, il rencontre la famille de marins-armateurs de son ami Jean-Pierre Mattei. À la fin de l'hiver 1914, alors qu'il n'a que 18 ans, il embarque en qualité de pilotin sur le Madonna, un paquebot transatlantique.
Peisson, en tant que radio-télégraphiste, puis capitaine de la marine marchande, navigue pour le compte des compagnies de transports maritimes Paquet et Transatlantique. Il parcourut ainsi la Méditerranée, la ligne de l'Atlantique vers les États-Unis et la mer Blanche, les mers du Sud, sur divers cargos et paquebots. Pendant la Première Guerre mondiale, il sert sur des transports de troupes et de munitions. En décembre 1919, la traversée qu'il effectue d'Alger à Rouen dans une tempête se fait à voile sur une goélette à cinq mats et machines auxiliaires, une expérience qui inspira en partie un de ses romans maritimes, Gens de mer (1934). Ses navigations se font plutôt sur des navires à vapeur. Il connait les premiers navires équipés de la chauffe au mazout (en remplacement du charbon), notamment sur le paquebot Lamoricière, sur lequel il embarque en 1921, et dont le naufrage, en 1942, a pu inspirer sa trilogie Le Sel de la mer.  
En 1922, un décret ministériel a pour effet de réduire de manière drastique les effectifs de la marine marchande et entraîne le désarmement de nombreux navires. En 1924, Peisson se retrouve sans travail. Il passe un concours de rédacteur à la Préfecture des Bouches-du-Rhône, mais il n'apprécie guère son nouveau métier qu'il trouve absurde et ennuyeux. C'est alors qu'il commence à écrire.
En 1936, il démissionne de son emploi préfectoral pour se consacrer uniquement à la littérature. Il quitte Marseille pour s'installer à Luynes dont il ne s'absente que pour de brefs séjours à Paris.
Aux côtés notamment de Marc Bernard, Eugène Dabit et Tristan Rémy, Peisson fait partie pendant quelque temps du groupe des « écrivains prolétariens » rassemblés autour du quotidien Nouvel Âge d'Henri Poulaille.
Élu membre de l'Académie de Marseille en 1939, Peisson s'y rend depuis Luynes pour en suivre régulièrement et avec plaisir les séances. L'Académie française lui décerne le Prix Paul-Flat en 1933 pour Parti de Liverpool, le prix Vitet en 1937 et le grand prix du roman en 1940 pour Le voyage d'Edgar. Il se lie à Blaise Cendrars, réfugié à Aix-en-Provence de 1940 à 1944, qui évoque dans L'Homme foudroyé le soutien que Peisson lui a apporté pour recommencer à écrire.
À Ventabren et à Luynes, un groupe scolaire porte le nom d'Edouard Peisson.

## Œuvres
- Ballero, capitaine, Éditions des Portiques, 1928.
- Le Courrier de la mer Blanche, Grasset, 1929; prix des Vikings 1930.
- Hans le marin, Grasset, coll. « Les Cahiers verts », no 6, 1929[7],[8].
- Le Malheur d'être seul : Joëlle, Éditions du Portique, 1930.
- L'Étoile noire, Grasset, 1931.
- Parti de Liverpool..., Grasset, coll. « Pour mon plaisir », 1932.
- Crise, Légende, Cahiers bleus, 1932.
- Une femme, Grasset, 1932.
- Gens de mer, Grasset, 1934.
- Le Chalutier 304 : Récits de mer, Grasset, 1935.
- Passage de la ligne, Grasset, 1935.
- Mer Baltique, Grasset, 1936.
- Le Pilote, Grasset, 1937.
- Le Voyage d'Edgar, Grasset, 1938, grand prix du roman de l'Académie française.
- La Carte marine, Grasset, 1939.
- L'Aigle de mer, Grasset, 1941.
- À destination d'Anvers, Grasset, 1943.
- L'Homme de mer, Flammarion, 1943.
- Jacques Cartier, navigateur, Marcel Didier, Toulouse, 1944.
- L'Anneau des mers, Flammarion, 1945[9],[10]
- L'Homme couvert de dollars, Grasset, 1946.
- Les Écumeurs, Flammarion, 1947.
- La Mer est un pays secret, Grasset 1948.
- Les Démons de la haute mer, Flammarion, 1948.
- Les Rescapés du Névada, Flammarion, 1950.
- Une certaine nuit, Grasset, 1950.
- Le Garçon sauvage, Libr. A. Fayard, 1950[11].
- Pôles : L'Étonnante aventure de Roald Amundsen, Grasset, 1952.
- Capitaines de la route de New York, Grasset, 1953 (premier tome de la trilogie "Le sel de la mer).
- Le Sel de la mer, Grasset, coll. « Les Cahiers verts », no 27, 1954. Anthologie, Omnibus, 2007 (deuxième tome de la trilogie "Le sel de la mer).
- Ian Seifer du Jordaan, Flammarion, 1954.
- Dieu te juge !, Grasset, coll. « Les Cahiers verts », no 31, 1955 (troisième tome de la trilogie "Le sel de la mer)[12].
- La route du pôle sud, Grasset, 1957.
- Thomas et l'ange, Grasset, coll. « Les Cahiers verts », no 49, 1959.
- Quart de nuit, Grasset, 1960.
- Grampus, Grasset, 1962.
- Le cavalier nu, Grasset, 1963.